# Pogrom w Przytyku
Pogrom w Przytyku, zajścia w Przytyku – starcia pomiędzy ludnością polską i żydowską, mające miejsce 9 marca 1936 w miejscowości Przytyk, niedaleko Radomia, w ówczesnym województwie kieleckim. W trakcie zajść zginęły 3 osoby: żydowskie małżeństwo i Polak.

## Geneza

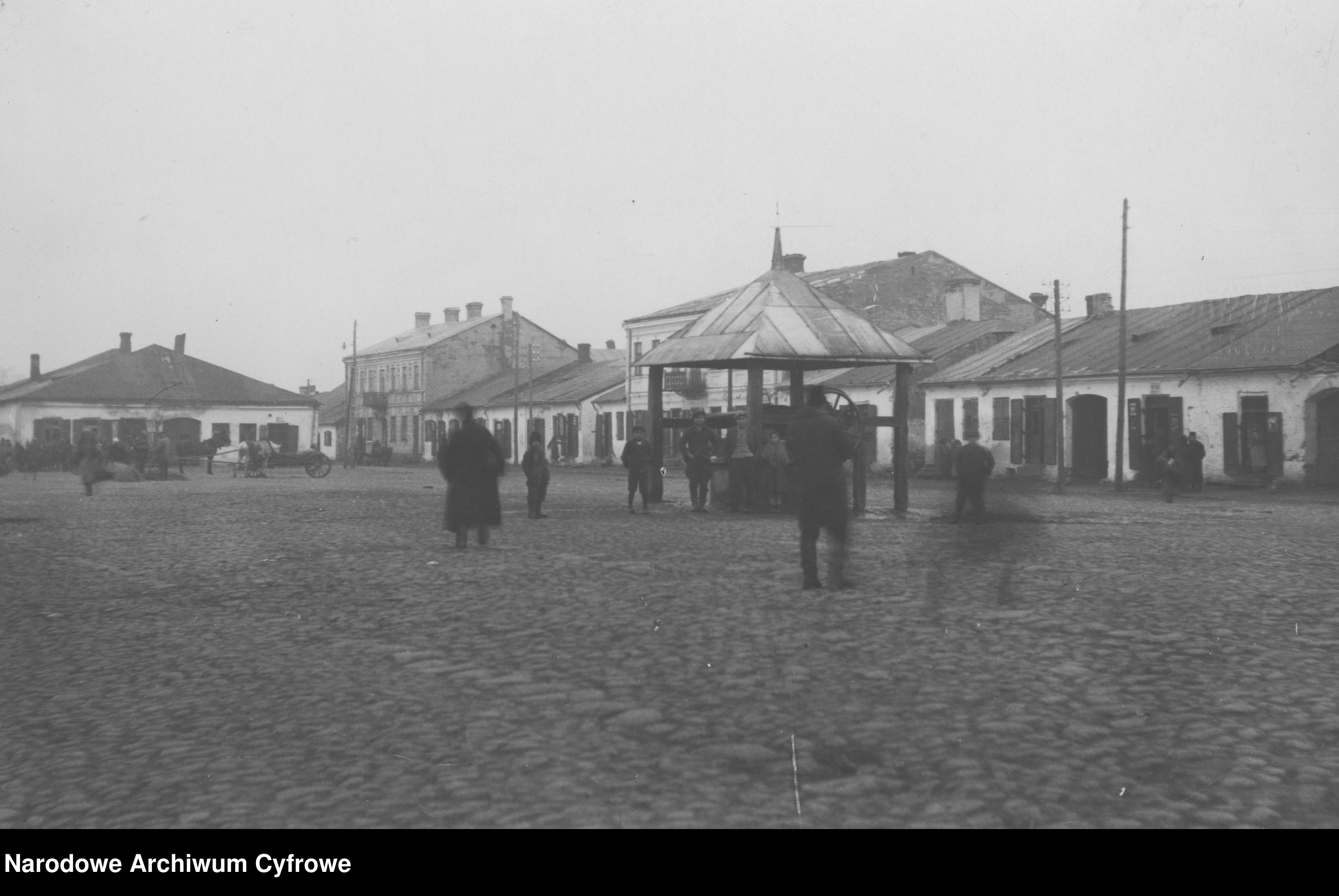
Rynek w Przytyku

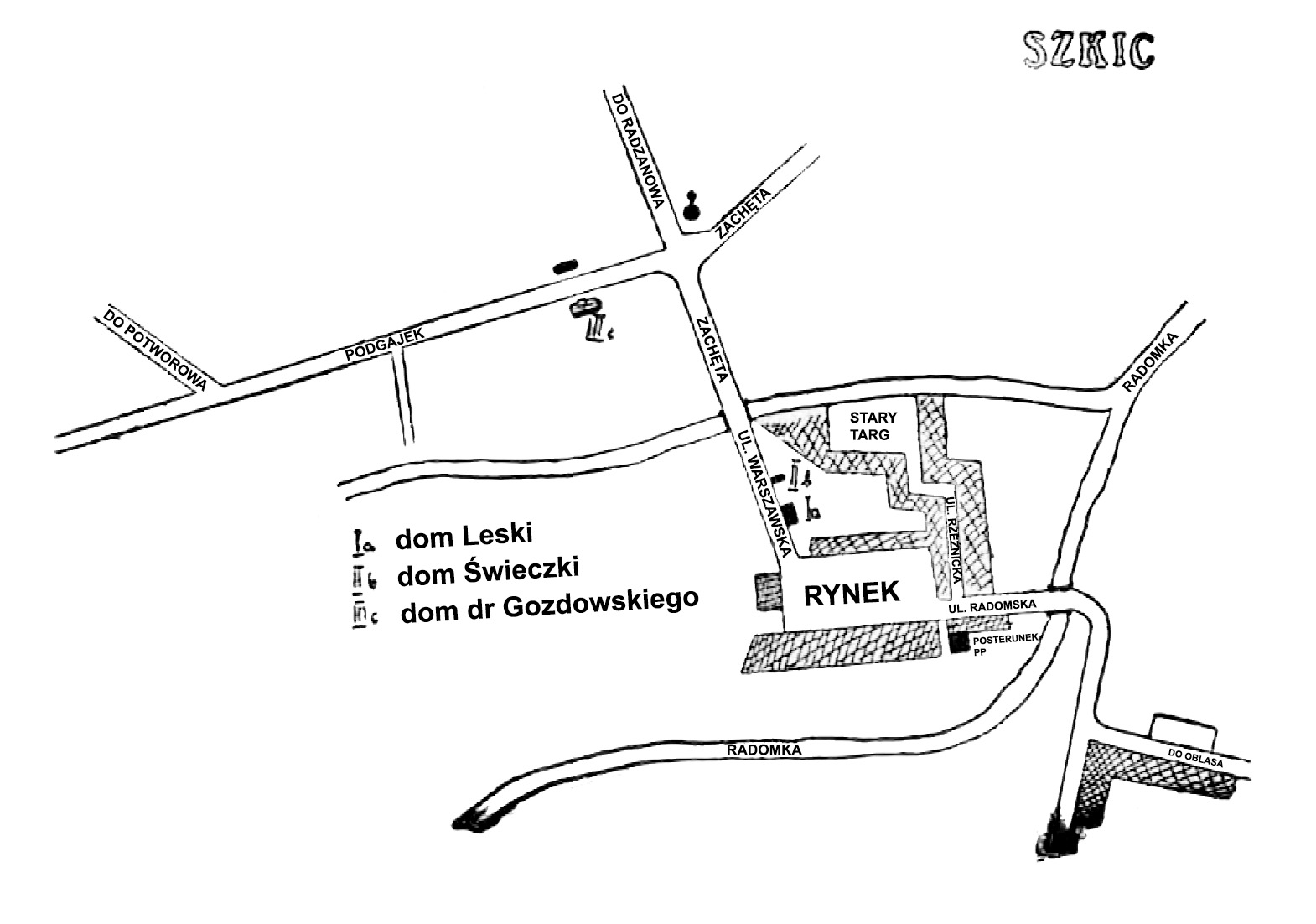
Prosty szkic międzywojennego Przytyku z „Orędownika”

Po przewrocie majowym i przegranych wyborach z 1928 roku, Narodowa Demokracja straciła parlamentarne możliwości działania. Jej radykalizujący się zwolennicy podjęli walkę z politycznymi przeciwnikami, m.in. ze społecznością żydowską. Celem walki miała być poprawa bytu Polaków i wspieranie polskiej przedsiębiorczości. Działacze endecji ustawiali pikiety, prowadzili bojkot gospodarczy, używali publicznego ostracyzmu i akcji propagandowej przeciwko społeczności żydowskiej. W odpowiedzi na to prasa żydowska pisała o konieczności zatrudniania Żydów przed Polakami. W miejsce zwolnionych Polaków zatrudniano członków żydowskiej gminy wyznaniowej. Nowo powstałe polskie sklepy, których właścicieli podejrzewano o członkostwo lub sprzyjanie SN były bojkotowane i nękane dumpingowymi cenami. Wypowiadano im najem lokali, a żydowscy hurtownicy odmawiali dostarczania towaru. Obie strony konfliktu stosowały też metody bojówkarskie. Polacy zatrudniali bezrobotnych i kryminalistów do tworzenia pikiet, a Żydzi płacili innym za rozbijanie tych pikiet. Przemoc była zjawiskiem powszechnym. Siłą załatwiano często porachunki osobiste, rodzinne czy handlowe. Bili się między sobą sąsiedzi, czasem całe wsie, a także grupy zwolenników politycznych wewnątrz obu społeczności.
Konflikty między Polakami a Żydami były też z różnych powodów wzmacniane propagandowo przez zainteresowane strony. Endecy celowo przejaskrawiali skalę konfliktów chcąc ukazać „ogrom problemu żydowskiego”, co miało jakoby jednoczyć społeczeństwo polskie i tworzyć wrażenie powszechnego poparcia. Dla Żydów informacje o prześladowaniach sprzyjały konsolidacji wspólnoty, ułatwiały prowadzenie własnej polityki w konfrontacji z endecją i wewnątrz społeczności (np. walki między socjalistycznym Bundem, a rewizjonistycznym syjonistycznym Bejtarem), a także uzyskiwanie pomocy finansowej z zagranicy. Władze państwowe przejaskrawiały obraz stanu bezpieczeństwa na podległych terenach dla zwiększenia ilości pieniędzy od skarbu państwa. Większość raportów policyjnych donoszących o planowanych akcjach terrorystycznych i pogromach nie znalazła odzwierciedlenia w rzeczywistości. Zdarzały się prowokacje, a każde zdarzenie było natychmiast nagłaśniane przez prasę. Konflikty polsko-żydowskie nie miały ostrego przebiegu w porównaniu do tego, co działo się w tym samym czasie z ludnością żydowską w Niemczech, gdzie otwierano obozy koncentracyjne, czy z Ukraińcami na polskich Kresach, gdzie częste były zamachy bombowe. Tam główną przyczyną przemocy była ideologia, a na terenach polskich brało się to głównie z powodów ekonomicznych: biedy i przeludnienia.
Głęboki kryzys gospodarczy panujący w Rzeczypospolitej spowodował drastyczne obniżenie poziomu życia na wsi, a co za tym idzie zaostrzenie antagonizmów i radykalizację postaw. Chłopi, których dochody z uprawy ziemi zmniejszały się coraz bardziej, zaczynali zajmować się handlem, szukając w nim lepszego sposobu utrzymania. Łatwo przenikające do umysłów ludności wiejskiej hasła nawołujące do bojkotu Żydów wskazywały ubogiej ludności winnego i były wsparciem dla „chrześcijańskiej” przedsiębiorczości. W połowie 1935 roku Stronnictwo Narodowe ogłosiło w powiecie radomskim powszechny bojkot sklepów żydowskich. Działały tam też endeckie bojówki, które odganiały kupujących od żydowskich sklepów i wypędzały handlarzy z targów, w czasie tych działań zdarzały się pobicia.
W grudniu 1935 roku w Przytyku, wobec powtarzających się aktów przemocy i narastającej atmosfery wzajemnej agresji, grupa około 20 młodych Żydów pod przywództwem Icka Frydmana zaczęła tworzyć zbrojną, nielegalną samoobronę (jid. „zelbszuc”). Ten, jako podoficer rezerwy Wojska Polskiego, uczył ich posługiwania się bronią palną i taktyki walki w mieście. Grupa wyposażyła się w nielegalnie zakupione rewolwery, żelazne łomy, kastety i pałki. Jej zadaniem było zmobilizowanie całej ludności żydowskiej w razie konfliktu.
W Przytyku odbywał się coroczny jarmark, zwany kazimierzowskim, na który zazwyczaj przybywało około 2000 chłopów. W przygotowaniu do niego wzmocniono lokalny posterunek policji, na co dzień liczący pięciu funkcjonariuszy, o kolejnych 11 policjantów, co jednak później okazało się liczbą niewystarczającą do stłumienia zamieszek. W Radomiu stacjonował ponadto dwudziestokilkuosobowy oddział prewencyjny, gotowy do przybycia w razie poważniejszych kłopotów.

## Przebieg wydarzeń

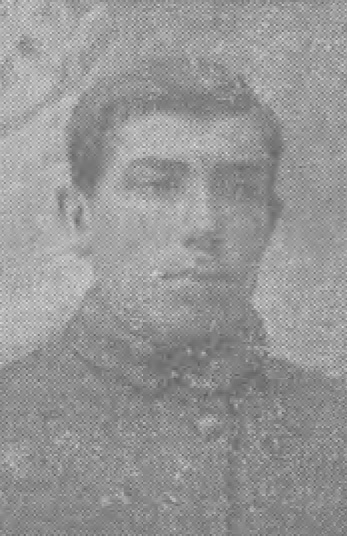
Stanisław Wieśniak

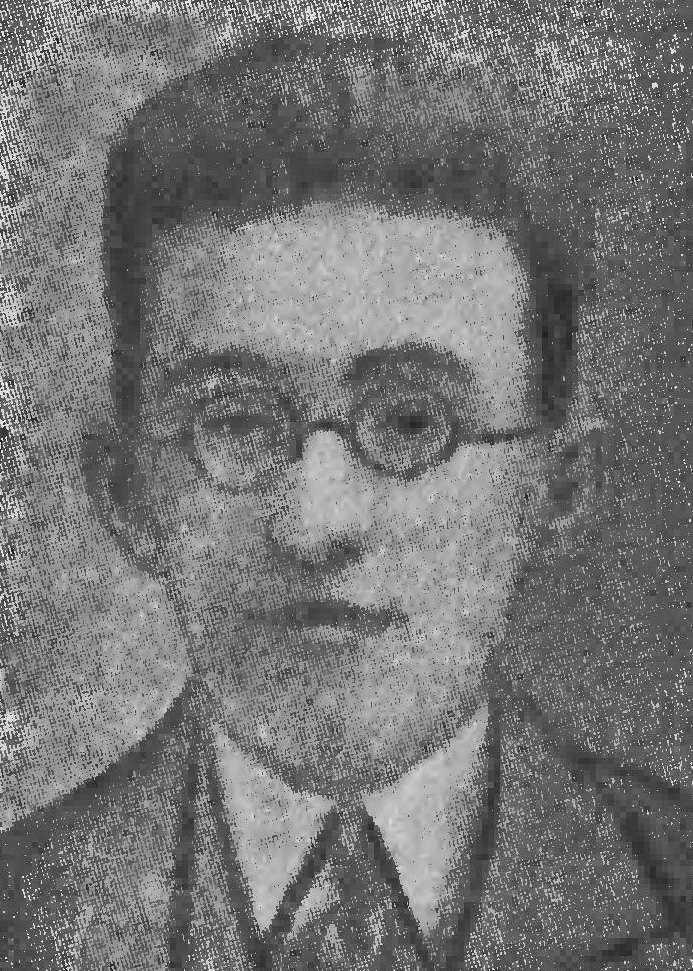
Szulim Leska

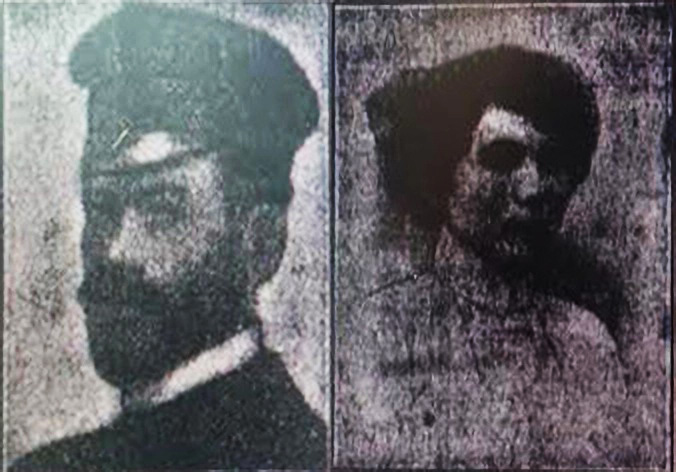
Josek i Chaja Minkowscy

9 marca 1936 wczesnym rankiem doszło do pierwszego incydentu. Żydowscy kupcy przewrócili i uszkodzili kram polskiego czapnika, który zajął miejsce ich kolegi. Zwaśnionych rzemieślników natychmiast uspokoiła policja, wyznaczając im ściśle określone miejsca. Około godziny 15 przed straganem żydowskiego piekarza pojawił się chłopski sprzedawca, członek Stronnictwa Narodowego Józef Strzałkowski. Okrzykami „swój do swego!” agitował przeciwko handlowaniu z żydowskimi kupcami. Zdenerwowany handlarz kopnął laskę pokrzykującego, na której ten się opierał, a ten niewiele myśląc uderzył go nią w ramię. Piekarz od razu poszedł ze skargą na komisariat, skąd dwuosobowy patrol natychmiast udał się w miejsce zajścia w celu wyjaśnienia sprawy. Wobec odmowy wylegitymowania się Strzałkowski został aresztowany. W jego obronie stanęła kilkudziesięcioosobowa grupa włościan, która zmusiła policjantów do wycofania się na posterunek, gdzie zostali zablokowani. Wezwano telefonicznie posiłki z Radomia. Po około 20 minutach nerwowa atmosfera uspokoiła się znacznie i ludzie zaczęli się rozchodzić. Resztę, zarówno okupujących komisariat chłopów, jak i zbierające się w różnych miejscach rynku grupki żydowskiej młodzieży, rozpędzili policjanci. Odsiecz odwołano.

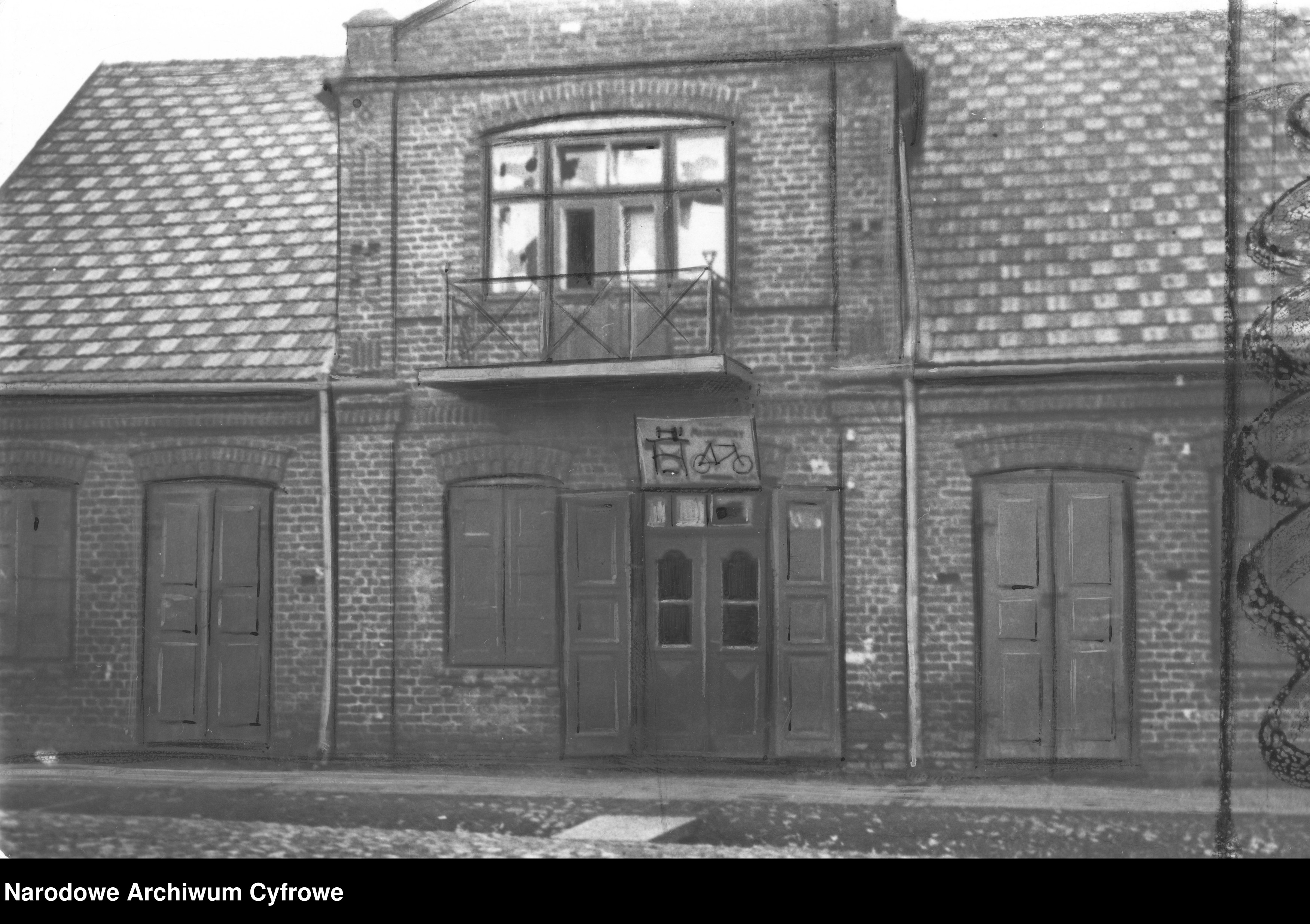
Dom, z którego Leska miał przez wybite okno strzelić, zabijając tym samym Wieśniaka

Mniej więcej w tym samym czasie, kiedy skończyła się awantura pod posterunkiem, na drugim końcu rynku, u wylotu ulicy Warszawskiej, rozpoczęła się kolejna. Tam na dźwięk gwizdka Icka Frydmana, nie czekając na interwencję policji, uzbrojona w rewolwery, kamienie, kastety i pałki grupa Żydów z „zelbszucu” zaatakowała polskich chłopów. Prawdopodobnie – gdyż nie udało się ustalić szczegółowego przebiegu wypadków – była to interwencja w obronie kilku handlujących tam Żydów napadniętych przez trzech chłopów. Samoobrona zaczęła atakować również włościan uciekających ulicą. Wielu zostało dotkliwie pobitych i poranionych, w tym kobiety i dzieci. Jak ustalił Sąd Okręgowy w Radomiu do ataku przyłączyli się spontanicznie inni przedstawiciele żydowskiej części mieszkańców Przytyku, w tym miejscowa elita (Żydzi doskakiwali do wozów, a kobiety na wozach zasłaniały się chustkami przed padającymi razami ze strony Żydów, kamieniami i uderzeniami pałek). Wtedy to, do przechodzącego obok Stanisława Kubiaka, strzelił Luzer Kirszencwajg, trafiając go w plecy i postrzelono w łopatkę Stanisława Popiela. Oddano w sumie kilkanaście strzałów. Przerażeni strzałami chłopi zaczęli gromadzić się pod kościołem, po drugiej stronie rzeki Radomki. Świadomi swojej przewagi liczebnej i domagający się rewanżu zaczęli powracać zwartą grupą w kierunku rynku pod kierownictwem Szczepana Zarychty. W okolicach mostu doszło do kolejnej bójki. Zaatakowano stragany Żydów, bijąc sprzedających i niszcząc towary. Policja, po przybyciu na miejsce targu, zastała tam obie grupy obrzucające się kamieniami. Żydzi rzucali z okien i bocznych uliczek, a Polacy z ulicy Warszawskiej, usiłując przedrzeć się do centrum. Interweniowały oddziały policji. Pierwszy rozpędzał chłopów pod kościołem, a drugi (pięcioosobowy) usiłował poradzić sobie z Żydami wciąż atakującymi Polaków na rynku za pomocą kamieni i żelaznych narzędzi. Wkrótce w centrum pojawił się oddział policji spod kościoła, a za nim coraz liczniejszy tłum rzucający po drodze kamieniami w szyby żydowskich mieszkań. W reakcji na to policjanci zawrócili, starając się wypchnąć obie walczące grupy z centrum miasta. Według komunistycznego dziennikarza Juliana Bruna: policja po pierwszych „nieporozumieniach” szybko weszła w rolę: kierowała broń tylko przeciw gromionym Żydom.

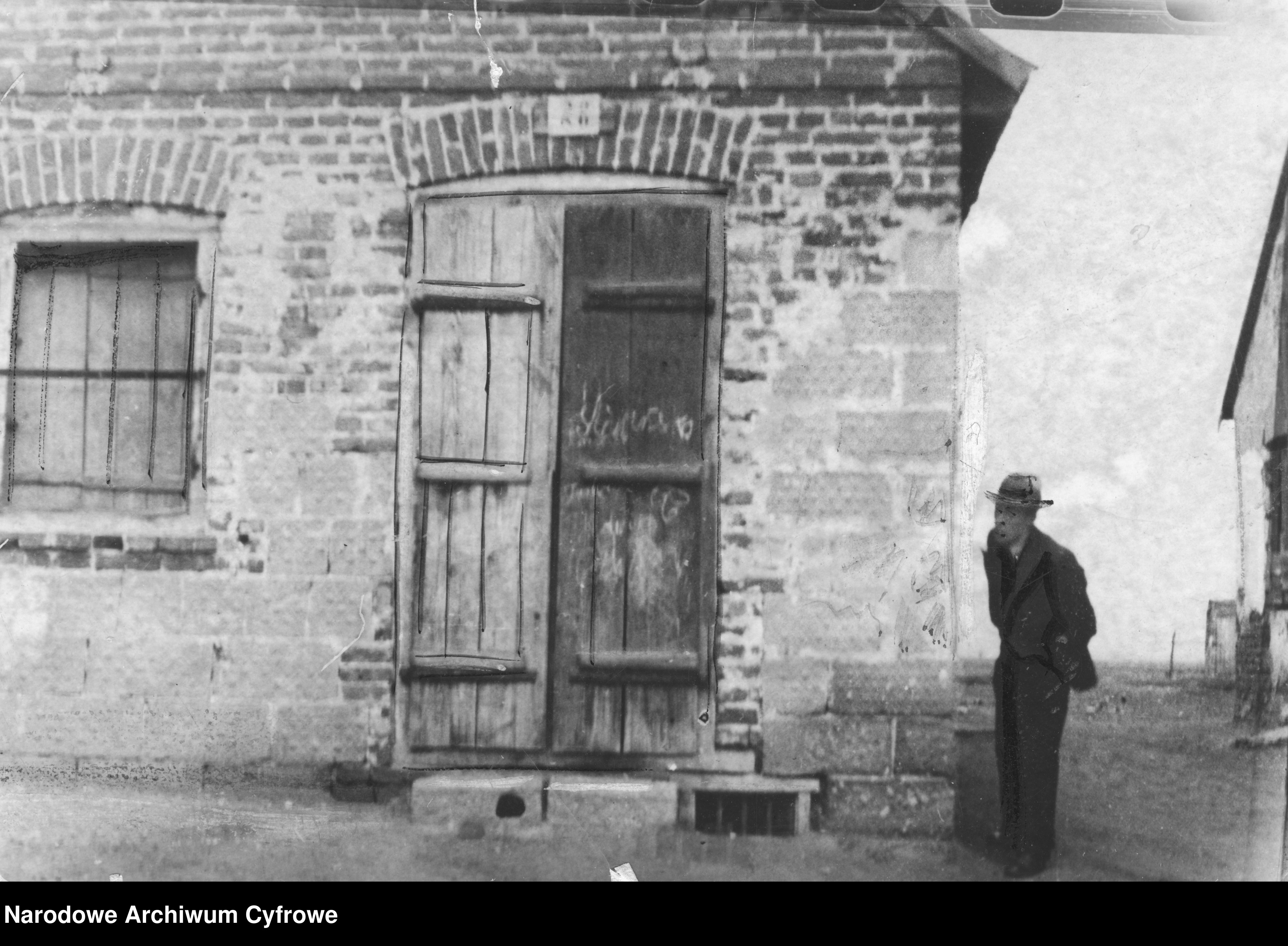
Dom, przy którym zabici zostali Josek i Chaja Minkowscy

Kiedy policja usuwała chłopów z miasteczka, powoli opanowując zamieszki, z wybitego okna jednego z domów padły strzały. Jeden z niebiorących w ogóle udziału w zamieszkach chłopów – Stanisław Wieśniak, został zastrzelony przez Żyda o nazwisku Szulim Chil Leska, członka nacjonalistyczno-religijnej partii Mizrachi, który strzelił z okna swojego mieszkania. Policjanci wymierzyli z karabinów w okno, lecz Leska oddał pistolet koledze i zbiegł. Strzały spowodowały natychmiastową ucieczkę chłopów z rynku na drugą stronę rzeki. Śmiertelnie rannego Wieśniaka zaniesiono do domu lekarza, znajdującego się w pobliżu kościoła, gdzie ponownie gromadzili się uciekający Polacy. W tym momencie policja straciła całkowicie kontrolę nad sytuacją. Rozwścieczony zabiciem kolegi tłum chłopów, liczący około 1000 osób, zaatakował i zdemolował kilkadziesiąt żydowskich domów, bijąc ich mieszkańców kłonicami, drągami i kamieniami. W trakcie ataku zniszczono m.in. dom Sury Borensztajn, w którym schroniło się kilkanaście osób. Trzech napastników weszło do środka po wyłamaniu okna, pobiło właścicieli i zniszczyło wyposażenie domu. Zniszczono też kilka sklepów i warsztatów rzemieślniczych, m.in. sklep Fajgi Szuchowej, którą kilku napastników pobiło pałkami. Całkowicie zniszczono mieszkanie Altera Kozłowskiego, które, po wyłamaniu okien, obrzucone zostało kamieniami przez grupę około 30 osób. Część domów i warsztatów zniszczono pod nieobecność właścicieli. W następstwie tego ataku śmierć poniosły dwie osoby – małżeństwo Chaja i Josek Minkowscy mieszkający naprzeciw domu doktora. Szewc Josek zginął w sieni swojego mieszkania, z którego wybiegł w czasie ataku, zabity prawdopodobnie ciosem siekierą. Chaja została ciężko pobita na podwórzu domu i zmarła po przewiezieniu do szpitala w Radomiu. W wyniku ataku tłumu na żydowskie domy ranne zostały 24 osoby. Julian Brun pisał, że bito w łóżku położnicę, zasłaniającą sobą niemowlę. Szewca-chałupnika Joska Minkowskiego i jego żonę zamordowano w obecności dzieci, patrzących spod jedynego łóżka-barłogu (...). Potem wywleczono dzieci i ciężko poraniono.
Wszystkie te zajścia trwały około 45 minut. Przybyły po tym czasie oddział policji z Radomia okazał się już niepotrzebny. Niezwłocznie zajął się rozpędzaniem grupujących się miejscami włościan. W poufnym raporcie władz kieleckich do Ministerstwa Spraw Wewnętrznych napisano: Omawiane zajścia przybrały tak poważny rozmiar jedynie na skutek użycia przez żydów broni palnej, ofiarą której padł Wieśniak, co spowodowało dopiero dalsze krwawe zaburzenia.

## Reakcje

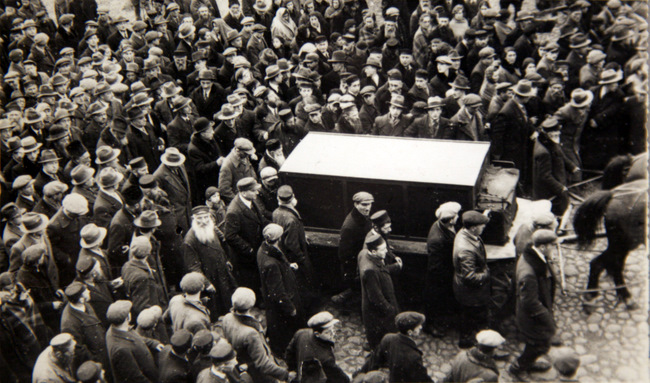
Procesja pogrzebowa Chaji Minkowskiej, Radom

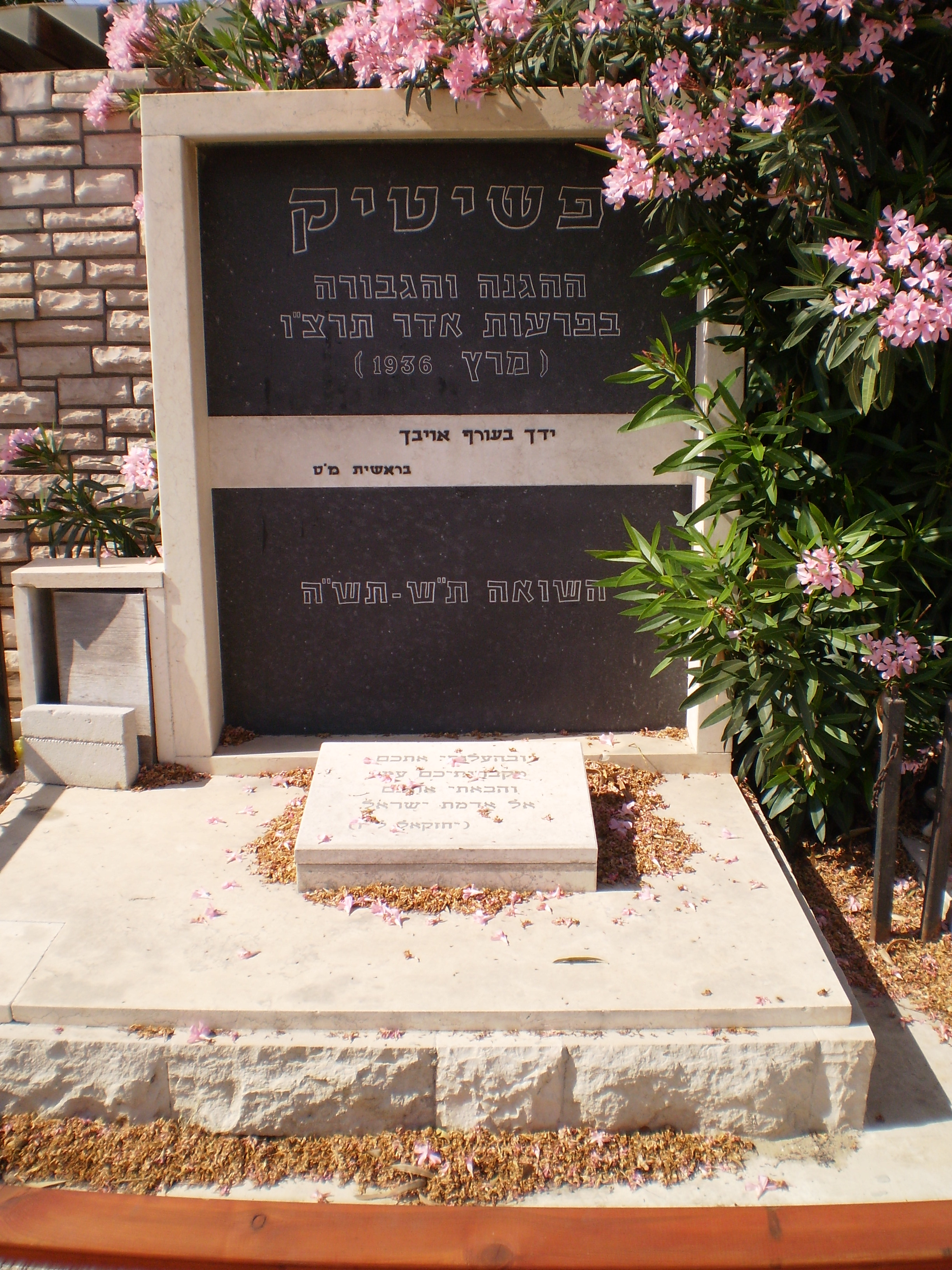
Pomnik pamięci przytyckich Żydów, którzy zginęli w czasie pogromu i w czasie Holokaustu, znajdujący się na cmentarzu w Bat Jam

Zginęły więc 3 osoby, a ponad 20 zostało rannych, w większości Żydów. Według oceny władz rannych Polaków było znacznie więcej, ale część z nich nie zgłosiła się do szpitala ani na policję z obawy przed aresztowaniem. Niemal natychmiast zostało wszczęte dochodzenie prokuratorskie. Początkowo aresztowano jedynie Szulima Leskę i jego ojca oraz jednego Polaka wskazanego przez świadków jako przywódcę tłumu. Ponieważ władze nie dowierzały wersji wydarzeń przedstawionej przez chłopów, 10 marca aresztowano 22 Polaków, w tym działaczy SN, którzy w ogóle w walkach nie brali udziału. 16 marca, kiedy okazało się, że przebieg zajść nie był tak jednoznaczny, jak się początkowo wydawało, aresztowano również trzech członków „zelbszucu”: Icka Bandę, Luzera Kirszencwajga i Chaima Świeczkę, a mieszkania przytyckich Żydów zostały przeszukane w poszukiwaniu broni. Radomscy liderzy endecji odmówili interwencji w sprawie uwięzionych za wybijanie szyb kolegów, gdyż ci działali bez wiedzy i zgody organizacji. Już 12 marca sprawa zajść przytyckich nabrała rozgłosu, gdyż na forum parlamentu wystąpił żydowski senator Mojżesz Schorr przedstawiając wersję wydarzeń, nagłośnioną później przez prasę żydowską w kraju i na świecie. Zarzucił władzom administracyjnym i policji sprzyjanie rozruchom. Podał liczbę bestialsko zamordowanych Żydów – 3 osoby, ale „zapomniał” o tym, że jedna z nich była narodowości polskiej (podczas gdy znał wszystkie nazwiska działaczy endeckich w Przytyku, którzy uczestniczyli w walkach). Oskarżył endecję o zaplanowanie pogromu Żydów, a miejscowych antysemitów o napadanie na spokojnych mieszkańców miasteczka. Według Gontarczyka swoją mową spowodował wytworzenie tzw. szumu informacyjnego, czyli odpowiedniego nastawienia opinii publicznej, zanim do prasy przedostały się obiektywne informacje. Zamieściły ją wszystkie największe żydowskie dzienniki w kraju, a przez Żydowską Agencję Telegraficzną trafiła do prasy zagranicznej, utrwalając u polskich i zagranicznych Żydów jednostronną wersję wydarzeń. Krakowski Nowy Dziennik opublikował artykuł jednego z przywódców syjonistycznych, posła Ozjasza Thona, w którym ten pisał o dwóch ludzkich ofiarach w Przytyku, ponieważ uzbrojeni chłopi napadli na Żydów. Jako pierwszy wprowadził jako nazwę dla tych zamieszek słowo „pogrom”. Palestyńska prasa żydowska wypowiadała się jeszcze ostrzej, pisząc o próbach zniszczenia 3,5 miliona Żydów polskich przez duchowieństwo i narodowców, w ogóle nie biorąc pod uwagę wiarygodności ustaleń śledztwa, gdyż te zostały dokonane na podstawie zeznań gojów. Wyjątkiem była gazeta „Dawar”, która jako jedyna podała informację, że Żydzi ponoszą odpowiedzialność za zajścia, ponieważ to Żyd pierwszy zastrzelił chłopa.
W odpowiedzi na zajścia w Odrzywole i Przytyku żydowskie partie robotnicze na czele z Bundem ogłosiły jednodniowy ogólnopolski strajk protestacyjny wsparty przez PPS, który objął większość skupisk żydowskich w kraju. W Radomiu demonstranci zaatakowali policję. Zdarzały się wypadki odwetowego pobicia Polaków przez Żydów, a nawet morderstwa – w Mińsku Mazowieckim wachmistrz ułanów został zastrzelony przez pijanego Żyda, co wywołało odwetowe zamieszki ze strony polskich mieszczan. Mniej więcej w tym samym czasie 10 członków SN ponownie zaatakowało kamieniami szyby w mieszkaniach przytyckich Żydów. Po natychmiastowej interwencji policji aresztowano 6 osób. Powtarzające się incydenty między oboma społecznościami groziły eskalacją konfliktu. Przytyckich Żydów wspomogła solidarność rodaków. Zbiórkę datków, głównie od diaspory amerykańskiej, firmowały nazwiska żydowskich polityków, wybitnych naukowców i profesorów uniwersyteckich. Według lokalnych społeczności żydowskich pomoc ta (żywność, krowy mleczne i stałe zasiłki pieniężne) przybrała takie rozmiary, że wkrótce stopa życiowa mieszkańców była znacznie wyższa niż przed zamieszkami. Według Gontarczyka ta i podobnego typu zbiórki pieniędzy dla zubożałej ludności żydowskiej wpłynęły bardzo negatywnie na opinię o Polsce w USA, gdyż zbierający je ochotnicy (licząc na zwiększanie darowizn) malowali tam obraz Polski jako „dzikiego kraju pogromów”, w którym nie robi się nic innego, jak tylko prześladuje Żydów. Rozchodzenie się po świecie tendencyjnych lub nieprawdziwych informacji dotyczących sytuacji Żydów sprzyjało powstawaniu negatywnych nastrojów i fałszywych stereotypów „Polaka-antysemity” oraz „Żyda-wroga Polski”.

## Proces

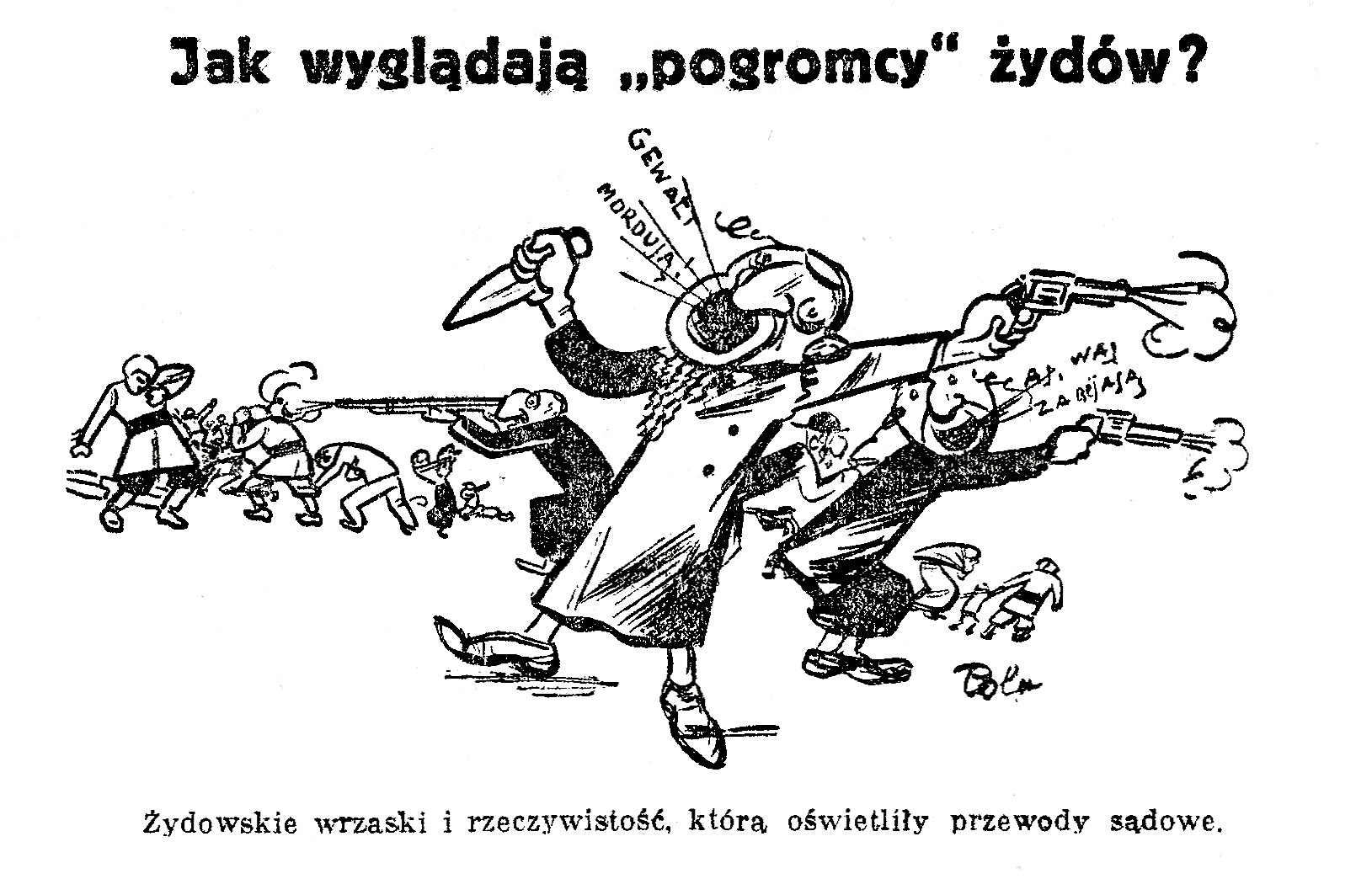
Antysemicka karykatura z „Dziennika Bydgoskiego”, komentująca pogrom w Przytyku i późniejszą rozprawę sądową

Przed Sądem Okręgowym w Radomiu stanęło 57 osób, w większości młodych mężczyzn. Z tej grupy 43 osoby były narodowości polskiej, a 14 żydowskiej. Nikt nie przyznał się do winy. Z całej grupy oskarżonych skazano 35 osób, pozostałych uniewinniono.
Szulim Chil Leska, zabójca Stanisława Wieśniaka, skazany został na osiem lat więzienia. Luzer Kirszencwajg i trzeci z Żydów posługujących się w starciu bronią palną, skazani zostali na sześć i pięć lat więzienia. Wyroki nie utrzymały się w wyższej instancji. Ostatecznie Leska został skazany na siedem lat więzienia, a Kirszencwajg prawdopodobnie na trzy i pół roku. Ośmiu innych Żydów skazano na wyroki od 6 do 10 miesięcy pozbawienia wolności.
Czwórkę Polaków oskarżonych o zabójstwo Minkowskich uniewinniono („wobec powagi dopuszczenia się zabójstwa Minkowskich przez kilku oskarżonych Sąd nie znalazł w przewodzie sądowym dostatecznych dowodów do skazania ich za tę zbrodnię”). Przywódcy chłopskiego tłumu, który zaatakował żydowskie domostwa – Szczepan Zarychta, Wacław Kasperski i Józef Pytlewski otrzymali w pierwszej instancji kary jednego roku więzienia (jednak Sąd Apelacyjny w Lublinie podwyższył im kary do 18 miesięcy i dwóch lat). W sumie 22 Polaków skazano na wyroki od 6 miesięcy do roku pozbawienia wolności.

## W kulturze
Pod wpływem wydarzeń w Przytyku Mordechaj Gebirtig napisał w 1938 roku pieśń S'brent undzer sztetł, Brent (jid. ‏עס ברענט‎, Gore nasze miasteczko, gore), która w czasie okupacji niemieckiej stała się nieoficjalnym hymnem Żydów więzionych w gettach.